# Valentin Rathgeber
Johann Valentin Rathgeber (Oberelsbach, 3. travnja 1682. – Bad Staffelstein, 2. lipnja 1750.) bio je njemački skladatelj, orguljaš i zborovođa iz doba baroka.

## Životopis
Studirao je teologiju u Würzburgu. Stupio je u benediktinski red 1711. godine. Od 1707. do smrti službovao je kao komorni glazbenik i zborovođa u benediktinskoj opatiji Banz.. Zaređen je 1711. godine.
Pretežito je skladao mise, večernje, psalme, motete te drugu glazbu za jednostavnije župne crkvene zborove..
Neka njegova djela se čuvaju u glazbenoj zbirci Uršulinskoga samostana u Varaždinu.

### Mrežna sjedišta
- Rathgeber, Johann Valentin. www.enciklopedija.hr. Pristupljeno 15. lipnja 2023.